# Sellaband
Sellaband（セラバンド）はプロのアルバムを録音するためにアーティストがファンやセラバンドコミュニティから資金を調達できるようにする音楽サイト。 クラウドファンディングの仕組みを使用しており、スレッショルド・プレッジシステム / プロビジョンポイントメカニズムを利用した直接ファン/ファン資金提供の音楽プラットフォームと見なされる。 

## 沿革
2006年8月、ジョアン・ヴォスメイジャー（元ソニーBMG）、ピム・ベティスト（元シェル）、ダグマー・ハイジマン（元ソニーBMG）によって設立された。オフィスは以前はオランダのアムステルダムに存在していたが、元々はドイツのボホルトにあった。
2008年4月8日、セラバンドは350万ユーロ (500万ドル) をプライムテクノロジーベンチャーズが率いるシリーズAラウンドで得た。
2009年早期に、ピム・べーティストが「Africa Unsigned」 を設立するためにセラバンドを離れたがAfrica  Unsignedは基礎にセラバンドの技術を使いオランダ政府の支援を受けた。
2010年1月、セラバンドは破産申請した が、投資家が前へ進みだした数日後に再設立された。事務所はドイツのミュンヘンへ移転した 。2015年8月28日、セラバンドは再び破産申請を行ったが、2016年1月12日にシャルロッテンブルグ地方裁判所から主要部の欠如を理由として却下された。
３年の間、セラバンドは投資型クラウドファンディングの形で収入分配をサポートしてきた。「Journal of Economics & Management Strategy」の研究でこの期間中のセラバンドのプラットフォーム上の投資データを調べた。データでは世界中から資金提供者が現れたが、情報と資金提供の流れに影響を与え続けることはなかったと示された。

## 関連リンク
- Comparison of crowd funding services
- Crowdsourcing
- Music 2.0
- Netlabel
- Social commerce
- Web 2.0